# Screaming Life
Screaming Life es el EP debut de Soundgarden, banda de grunge originaria de Seattle, Estados Unidos, editado en octubre de 1987 en el sello Sub Pop. Las primeras 500 copias del EP salieron a la venta en vinilo naranja convirtiéndose éstas en pieza de coleccionista. El resto de las ediciones del EP fueron editadas en vinilo negro. Pocos años después, este EP se combinaría con el siguiente EP en la carrera de la banda, Fopp, para formar el recopilatorio Screaming Life/Fopp, en 1990. 
El título del EP viene de un libro de fotografía de Charles Peterson titulado Screaming Life: A Chronicle of the Seattle Music Scene. Este libro fue publicado en 1995 con fotos desde mediados de 1980 hasta mediados de 1990, incluyendo fotos que muchos artistas de grunge incluyeron en sus portadas; una de estas fotos es la que aparece como cover de Screaming Life. Este libro viene acompañado de un CD en el que aparecen 9 canciones seleccionadas por Peterson, entre las que aparece Entering.
A pesar de ser un EP, Hunted Down fue editada como sencillo con la canción Nothing to Say como cara B. Se dice que fue esta (Nothing to Say) la que atrajo la atención de la compañía A&M Records, que luego ficharía a la banda.
La versión original de Tears to Forget fue grabada con el anterior batería de la banda, Scott Sundquist, aunque en la versión del EP aparece Matt Cameron, ya que fue él quien grabó las partes de batería. La versión original fue incluida en el recopilatorio Deep Six que recoge las primeras canciones del grunge, entre ellas algunas de Soundgarden.
Hand of God está basada en unas cintas que Endino encontró en su garaje, datadas por él mismo en los años '50. En ellas aparecía un sacerdote dando un sermón durante un oficio religioso, hecho que inspiró a Cornell para componer la canción.

## Lista de canciones
| #  | Canción           | Duración | Compositores              |
| -- | ----------------- | -------- | ------------------------- |
| 01 | "Hunted Down"     | 2:42     | Chris Cornell, Kim Thayil |
| 02 | "Entering"        | 4:36     |                           |
| 03 | "Tears To Forget" | 2:00     | Hiro Yamamoto, Kim Thayil |
| 04 | "Nothing To Say"  | 4:00     | Chris Cornell, Kim Thayil |
| 05 | "Little Joe"      | 4:31     | Chris Cornell, Kim Thayil |
| 06 | "Hand Of God"     | 4:27     | Chris Cornell, Kim Thayil |

- Datos: Q1756285